# Paul Overstreet
Paul Overstreet (Newton, Mississipi, 17 de março de 1955) é um cantor e compositor country americano.
Gravou 10 álbuns de estúdio entre 1982 e 2005, e cartografou 16 singles na Billboard country charts, incluindo dois hits em 1º lugar. Também compôs vários outros sucessos, incluindo hits que alcançaram o 1º lugar para os cantores Randy Travis, Blake Shelton, e Keith Whitley.

## Biografia
Paul Overstreet é mais conhecido por escrever músicas como "Forever and Ever, Amen" e "On the Other Hand", ambas das quais foram hits de primeiro lugar gravados por Randy Travis. Ele também co-escreveu "When You Say Nothing at All", que foi um hit número um, no final de 1988 para Keith Whitley e, mais tarde, um hit Top Five em 1995 para Alison Krauss & Union Station. Tem seis filhos, Nash, guitarrista da banda Hot Chelle Rae, Summer e o ator Chord Overstreet, que interpreta Sam Evans na aclamada série musical Glee, Harmony, Skye e Charity.Residem em uma fazenda perto de uma pequena cidade fora de Nashville TN.

## Discografia solo

### Álbuns
| Ano  | Álbum                                   | Posições Alcançadas no: | Posições Alcançadas no: | Posições Alcançadas no: | Gravadora    |
| Ano  | Álbum                                   | Top Country Albums      | Top Christian Albums    | Billboard 200           | Gravadora    |
| ---- | --------------------------------------- | ----------------------- | ----------------------- | ----------------------- | ------------ |
| 1982 | Paul Overstreet                         |                         |                         |                         | RCA          |
| 1989 | Sowin' Love                             | 13                      | 31                      |                         | RCA          |
| 1991 | Heroes                                  | 17                      | 21                      | 163                     | RCA          |
| 1992 | Love Is Strong                          | 60                      | 28                      |                         | RCA          |
| 1994 | The Best of Paul Overstreet             |                         | 16                      |                         | RCA          |
| 1995 | Time                                    |                         | 37                      |                         | Scarlet Moon |
| 1999 | A Songwriter's Project Vol. 1           |                         |                         |                         | Scarlet Moon |
| 2001 | Living by the Book                      |                         |                         |                         | Scarlet Moon |
| 2001 | Christmas: My Favorite Time of the Year |                         |                         |                         | Scarlet Moon |
| 2005 | Forever and Ever Amen                   |                         |                         |                         | Scarlet Moon |

### Singles
| Ano  | Álbum                                    | Posições Alcançadas no: | Posições Alcançadas no: | Posições Alcançadas no: | Gravadora |
| Ano  | Álbum                                    | Hot Country Songs       | CAN Country             |                         | Gravadora |
| ---- | ---------------------------------------- | ----------------------- | ----------------------- | ----------------------- | --------- |
| 1982 | "Beautiful Baby"                         | 76                      |                         | Paul Overstreet         |           |
| 1988 | "Love Helps Those"                       | 3                       |                         | Sowin' Love             |           |
| 1989 | "Sowin' Love"                            | 9                       | 41                      | Sowin' Love             |           |
| 1989 | "All the Fun"                            | 5                       | 10                      | Sowin' Love             |           |
| 1990 | "Seein' My Father in Me"                 | 2                       | 2                       | Sowin' Love             |           |
| 1990 | "Richest Man on Earth"                   | 3                       | 4                       | Sowin' Love             |           |
| 1990 | "Daddy's Come Around"                    | 1                       | 2                       | Heroes                  |           |
| 1991 | "Heroes"                                 | 4                       | 6                       | Heroes                  |           |
| 1991 | "Ball and Chain"                         | 5                       | 5                       | Heroes                  |           |
| 1991 | "If I Could Bottle This Up"              | 30                      | 33                      | Heroes                  |           |
| 1992 | "Billy Can't Read"                       | 57                      | 51                      | Heroes                  |           |
| 1992 | "Me and My Baby"                         | 22                      | 27                      | Love Is Strong          |           |
| 1992 | "Still Out There Swinging"               | 57                      | 84                      | Love Is Strong          |           |
| 1993 | "Take Another Run"                       | 60                      |                         | Love Is Strong          |           |
| 1996 | "We've Got to Keep On Meeting Like This" | 73                      |                         | Time                    |           |

### Singles como convidado
| Ano  | Single                             | Artista                        | Posições Alcançadas no: | Posições Alcançadas no: | Álbum                    |
| Ano  | Single                             | Artista                        | US Country              | CAN Country             | Álbum                    |
| ---- | ---------------------------------- | ------------------------------ | ----------------------- | ----------------------- | ------------------------ |
| 1987 | "I Won't Take Less Than Your Love" | Tanya Tucker (with Paul Davis) | 1                       | 10                      | Love Me Like You Used To |

## Prêmios
| Ano  | Prêmio                  | Categoria                            |
| ---- | ----------------------- | ------------------------------------ |
| 1994 | TNN/Music City News     | Christian Country Artist of the Year |
| 1991 | BMI:                    | Songwriters/Publishers of the Year   |
| 1991 | Grammy                  | Best Country Song                    |
| 1990 | BMI                     | Songwriters/Publishers of the Year   |
| 1989 | BMI                     | Songwriters/Publishers of the Year   |
| 1988 | BMI                     | Songwriters/Publishers of the Year   |
| 1988 | Music City News Country | Song of the Year                     |
| 1988 | TNN Viewers Choice      | Song of the Year                     |
| 1987 | BMI                     | Songwriters/Publishers of the Year   |
| 1987 | Grammy                  | Best Country Song                    |